# Maxime Vantomme
Maxime Vantomme, né le 8 mars 1986 à Menin, est un coureur cycliste belge.

## Biographie
Chez les amateurs Maxime Vantomme se fait remarquer en remportant  le classement général du Keizer der Juniores en 2004. L'année suivante, il se classe second de Paris-Tours espoirs et monte sur la troisième marche du podium lors du championnat de Belgique sur route espoirs.
Ses résultats lui permettent de devenir stagiaire au sein de la formation Quick Step-Innergetic en 2006.
Lors de la saison 2007, Vantomme s'adjuge la première étape du Tour des Pays de Savoie et finit troisième du Grand Prix de la ville de Geel.
Il débute chez les professionnels en 2008 grâce à un contrat signé avec l'équipe Mitsubishi-Jartazi. Pour ses débuts à ce niveau il s'impose lors d'une étape de la Tropicale Amissa Bongo.
De 2009 à 2013, il porte les couleurs des formations Katusha (pendant trois ans) et Crelan-Euphony mais ne gagne aucune course au cours de cette période.
En 2014, il est membre de l'équipe continentale française Roubaix Lille Métropole. Au premier semestre ll bat au sprint Alexey Tsatevitch et Nacer Bouhanni et remporte Le Samyn. Il s'adjuge aussi la 1re étape (contre-la-montre par équipes) ainsi que le classement général de Paris-Arras Tour. Durant le reste de l'année, il obtient plusieurs places honorifiques lors de courses disputées en France et en Belgique.
Handicapé par divers problème au début de l'année 2015, il gagne Paris-Chauny en solitaire devant le coureur français Ronan Racault début juillet. Ses dirigeants renouvellent son contrat en fin de saison.
En 2021, il redescend chez les amateurs en intégrant le club Borgonjon-Dewasport.

## Palmarès et résultats

### Palmarès par année
- 2004
  - 2e étape de l'Acht van Bladel
  - Classement général du Keizer der Juniores
- 2005
  - 2e de la Zuidkempense Pijl
  - 2e de Paris-Tours espoirs
  - 3e du championnat de Belgique sur route espoirs
- 2006
  - Mémorial Danny Jonckheere
  - 3e de Bruxelles-Zepperen
- 2007
  - 1rea étape du Tour des Pays de Savoie
  - Mémorial Danny Jonckheere
  - 3e du Grand Prix de la ville de Geel
- 2008
  - 3e étape de la Tropicale Amissa Bongo
- 2010
  - 2e du Grand Prix Jef Scherens
- 2012
  - Heistse Pijl
- 2013
  - 2e de la Puivelde Koerse
- 2014
  - Le Samyn
  - Paris-Arras Tour :
    - Classement général
    - 1re étape (contre-la-montre par équipes)
- 2015
  - Paris-Chauny
- 2017
  - 3e étape du Circuit des Ardennes international
  - 2e du Circuit des Ardennes international
  - 3e de À travers les Ardennes flamandes
  - 3e de la Famenne Ardenne Classic
- 2019
  - Internatie Reningelst
  - 2e du Grand Prix Raf Jonckheere
  - 3e du Grote Prijs Wase Polders
  - 3e du Grote Prijs Gemeente Kortemark
  - 3e de la Zwevezele Koerse

### Classements mondiaux
| Année           | 2005 | 2006 | 2007 | 2008 | 2009 | 2010 | 2011 | 2012 | 2013 | 2014 |
| --------------- | ---- | ---- | ---- | ---- | ---- | ---- | ---- | ---- | ---- | ---- |
| UCI Africa Tour |      |      |      | 93e  |      |      |      |      |      |      |
| UCI Europe Tour | 391e | 883e |      | 775e |      |      |      |      | 78e  | 52e  |